# Comuna Mîrne, Borîspil
Mîrne (în ucraineană Мирне) este o comună în raionul Borîspil, regiunea Kiev, Ucraina, formată din satele Mali Ierkivți și Mîrne (reședința).

## Demografie
Componența lingvistică a comunei Mîrne
     Ucraineană (94,9%)
     Rusă (4,54%)
     Alte limbi (0,46%)
Conform recensământului din 2001, majoritatea populației comunei Mîrne era vorbitoare de ucraineană (94,9%), existând în minoritate și vorbitori de rusă (4,54%).